# Villa d'Almè
Villa d'Almè là một đô thị ở tỉnh Bergamo trong vùng Lombardia, có vị trí cách khoảng 45 km về phía đông bắc của Milan và khoảng 7 km về phía tây bắc của Bergamo. Tại thời điểm ngày 31 tháng 12 năm 2004, đô thị này có dân số 6.790 người và diện tích là 6,4 km².
Đô thị Villa d'Almè có các frazioni (đơn vị cấp dưới, chủ yếu là các làng) Bruntino and Campana.
Villa d'Almè giáp các đô thị: Almè, Almenno San Salvatore, Sedrina, Sorisole, Ubiale Clanezzo.